# 法性宗
法性宗，簡稱性宗，漢傳佛教術語，為判教分類方法之一，法性宗與法相宗構成了大乘佛教的兩大主流。傳統上認為，法性宗即中觀學派，但現代佛教研究學者認為，由宗義來看，漢傳佛教所判定的法性宗應是如來藏學派。

## 概論
法相宗與法性宗的分類，起源於印度那爛陀寺中，護法、戒賢等人，建立了法相宗；而清辯、智光等人，依據《般若經》和《中論》等，建立了法性宗，其中智光的宗義為「緣生即是性空、平等一相」。性、相二宗，形成那爛陀寺中的兩大宗派，這個分類隨後在唐朝時傳入中國。
法性，意指諸法的本性與實相，一切法皆具無自性性，如此立宗的學派，可稱為法性宗。歸入其下的清辯所立空宗即真空無相宗，與如來藏緣起宗，對「性」的定義不同。漢傳記載的法性宗為如來藏緣起宗，其宗義為：心為本源，知為真體，真如隨緣為染淨之本。

## 學派歸屬
就宗義而言，漢傳性、相二分判教，不必然涵蓋後世月稱論師等人的宗義；也並未論及真諦三藏等傳譯的源於安慧論師等的唯識古學，其宗義在空、有問題上有別於法相宗。智光論師學說的具體內容未有傳譯，無法確定其與現今承襲的判教類屬的關係。
華嚴宗很早就將法性宗歸於如來藏學派，如將大乘佛教分為法相宗、破相宗與法性宗三大流派，智光一派為破相宗，屬於空宗，認為法性宗並不屬於空宗，或中觀宗的範圍，並舉出十種差異。
因為智光的傳承來自清辯，遠承龍樹，漢傳佛教傳統上將法性宗等同於空宗，或稱為般若中觀學派，並將三論宗、天台宗等，都歸於法性宗之下。

## 外部連結
- 單培根：論相宗空宗與性宗之十異